# Gianfranco Lombardi
Gianfranco Lombardi (* 20. März 1941 in Livorno; † 22. Januar 2021 in Cocquio Trevisago) war ein italienischer Basketballspieler und -trainer.

## Laufbahn
Gianfranco Lombardi war in den 1960er Jahren einer der besten italienischen Basketballspieler. Er begann seine Karriere als Jugendlicher bei Pallacanestro Livorno. Dort wurde er von Vittorio Tracuzzi entdeckt und wechselte zu Virtus Bologna. Für Virtus absolvierte er über 250 Spiele und wurde 1960/61 Vizemeister mit dem Club. 1970 folgte nach 12 Jahren bei Vitus Bologna ein Wechsel zu Fortitudo Bologna. Nach zwei Jahren wechselte Lombardi zu AMG Sebastiani Basket Rieti, wo er nach einer Spielzeit 1973 seine Karriere beendete. 1963/64 und 1966/67 war Lombardi mit 594 respektive 552 Punkten der beste Korbschütze der italienischen Liga. Insgesamt erzielte er 5.470 Punkte.
Sein Debüt in der Italienischen Nationalmannschaft gab Lombardi gegen Israel bei der Europameisterschaft 1959 in Istanbul. Eine zweite EM-Teilnahme folgte 1965. Er nahm an drei Olympischen Spielen (1960, 1964 und 1968) und zwei Weltmeisterschaften (1963 und 1967) teil. Bei den Mittelmeerspielen 1963 gewann er die Goldmedaille mit der italienischen Mannschaft. Insgesamt absolvierte er 113 Länderspiele und erzielte 1.408 Punkte.
Nach seiner aktiven Laufbahn trainierte Lombardi einige italienische Basketballteams. 2006 wurde er in die Italienische Basketball Hall of Fame aufgenommen. Er starb in der Nacht vom 21. auf den 22. Januar 2021 im Alter von 79 Jahren.